# Cassena punctata
Cassena punctata es un coleóptero de la familia Chrysomelidae.
Fue descrita científicamente por primera vez en 1932 por Laboissiere.